# (35610) 1998 HW133
1998 HW133 (asteroide 35610) é um asteroide da cintura principal. Possui uma excentricidade de 0.21031490 e uma inclinação de 5.32522º.
Este asteroide foi descoberto no dia 19 de abril de 1998 por LINEAR em Socorro.